# Cristiana Girelli
Cristiana Girelli, född den 23 april 1990, är en italiensk fotbollsspelare som spelar för den italienska klubben Juventus FC sedan juli 2018. Girelli ingick i Italiens lag under EM i Sverige 2013, EM i Nederländerna 2017 och VM i Frankrike 2019.